# Franco Rubartelli
Franco Rubartelli (* 23. März 1937 in Florenz, Italien) ist ein italienischer Fotograf und Filmregisseur.

## Leben
Rubartelli machte sich ab 1965 in Italien und Frankreich einen Namen als Modefotograf für viele Zeitschriften, v. a. unterschiedliche nationale Ausgaben der Vogue; in dieser Eigenschaft arbeitete er auch an etlichen Filmsets. 1971 inszenierte er als Regisseur seinen bekanntesten Film, Veruschka, poesia d'una donna, einen mit dem gleichnamigen Model, mit der er seit 1963 in zahlreichen Fotosessions zusammengearbeitet hatte und mit der er einige Jahre zusammenlebte, in der Hauptrolle besetztes sentimentales Melodram, das er eklektisch und mit zahlreichen chromatischen Effekten drehte. Ab Mitte der 1970er Jahre entstanden weitere Kinofilme, wieder nach eigenen Büchern, unter seiner Regie in Venezuela.

## Filmografie
- 1971: Veruschka, poesia d'una donna
- 1978: Simplicio
- 1985: Ya Koo